# Nová Ves v Horách
Nová Ves v Horách (in tedesco Gebirgsneudorf, precedentemente Rottendorf) è un comune della Repubblica Ceca facente parte del distretto di Most, nella regione di Ústí nad Labem.